# Stenorumia duplicilinea
Stenorumia duplicilinea là một loài bướm đêm trong họ Geometridae.